# Szvázi nyelv

A szvázi nyelv földrajzi eloszlása Dél-Afrikában: a szvázi nyelvet otthonában beszélő lakosság aránya.

A szvázi nyelv a nguni nyelvcsoportba tartozó bantu nyelv, amelyet Szváziföldön (Eswatini) és Dél-Afrikában élő szvázik beszélnek. A beszélők száma a becslések szerint 4,7 millióra tehető, beleértve az első és második nyelvű beszélőket is. A nyelvet Szváziföldön és néhány dél-afrikai iskolában tanítják Mpumalangában, különösen a korábbi KaNgwane területeken. A szvázi nyelv a Szváziföldi királyság hivatalos nyelve (az angollal együtt), és a Dél-Afrikai köztársaság tizenkét hivatalos nyelvének egyike.
A hivatalos elnevezés az anyanyelvi beszélők körében „siSwati”; európai, zulu, ndebele vagy xhosza nyelven szvázi nyelv néven is lehet rá hivatkozni. A szvázi nyelv közeli rokonságban áll a többi tekela nyelvvel, például a phuthi és az észak-transzvaáli (sumayela) ndebele nyelvekkel, de nagyon közel áll a zunda nyelvekhez is: ebbe a nyelvcsoportba a zulu, déli ndebele, az északi ndebele és a xhosza nyelvek tartoznak.
A nyelv leírására a latin betűs írás mellett a 2010-es években kifejlesztett Ditema szótagírást (Ditema tsa Dinoko) is használják. 

## Nyelvjárások
A nyelv négy nyelvjárásra osztható, amelyek megfelelnek az ország négy közigazgatási régiójának: Hhohho, Lubombo, Manzini és Shiselweni. 
A sisvatinak legalább két változata van: a hivatalos, amelyet főként az ország északi, középső és délnyugati részén beszélnek, és egy kevésbé ismert változat.
Távol délen, különösen az olyan városokban, mint Nhlangano és Hlatikhulu, a beszélt nyelvváltozatot jelentősen befolyásolja a zulu nyelv. Sok szvázi (többes számban emaSwati, egyes számban liSwati), beleértve azokat is, akik délen beszélik ezt a változatot, nem tekinti "igazi" szvázinak. A Dél-afrikai Köztársaságban (főként Mpumalanga tartományban és Sowetóban) jelentős számú szvázi népesség az anyaországban élők szerint a nyelv nem szabványos formáját beszélik.
A Szváziföld déli részén beszélt nyelvváltozattal ellentétben az Mpumalangai nyelvjárást a jelek szerint kevésbé befolyásolja a zulu, és így közelebb áll a szvázi nyelv hivatalos formájához. Az mpumalangai változat azonban mégis megkülönböztethető a hangsúlyok és talán a hanglejtés különbségei alapján. Az mpumalangai szvázi hanglejtési mintázatát (és a "hangsúly" nem hivatalos felfogását) a szvázi fül gyakran diszharmonikusnak tartja. A szvázi nyelv e dél-afrikai változata a területen beszélt más dél-afrikai nyelvek hatását mutatja.
A szvázi hivatalos változatának (amelyet Szváziföld északi és középső részén beszélnek) jellegzetessége a királyi stílusú, lassú, erősen hangsúlyos kiejtés, amely az anekdoták szerint a hallgatóság számára "mézédes" érzést kelt.

## Hangtan

### Magánhangzók
|       | Elölképzett | Hátulképzett |
| ----- | ----------- | ------------ |
| Zárt  | i           | u            |
| Közép | ɛ~e         | ɔ~o          |
| Nyílt | a           | a            |

### Mássalhangzók
A szvázi nem tesz különbséget az artikulációs helyek között a csettintő hangokban. Ezek lehetnek dentálisak (mint a [ǀ]) vagy alveolárisak (mint a [ǃ]). Megkülönböztet azonban öt vagy hat kiejtési és hangképzési módot, köztük tenuis, hehezetes, zöngés, suttogó, orrhangú és suttogó orrhangú módokat.
|                          |              | labiális | dentális/ alveoláris | dentális/ alveoláris | laterális | poszt- alveoláris | veláris | glottális | glottális |
| rendes                   | nazális      | labiális | rendes               | nazális              | laterális | poszt- alveoláris | veláris |           |           |
| ------------------------ | ------------ | -------- | -------------------- | -------------------- | --------- | ----------------- | ------- | --------- | --------- |
| csettintő                | rendes       |          | ᵏǀ                   | ᵑǀ                   |           |                   |         |           |           |
| csettintő                | hehezetes    |          | ᵏǀʰ                  | ᵑǀʰ                  |           |                   |         |           |           |
| csettintő                | suttogó      |          | ᶢǀʱ                  | ᵑǀʱ                  |           |                   |         |           |           |
| nazális                  | nazális      | m        | n                    | n                    |           | ɲ                 | ŋ~ŋɡ    |           |           |
| zárhang                  | ejektív      | pʼ       | tʼ                   | tʼ                   |           |                   | kʼ~k̬    |           |           |
| zárhang                  | hehezetes    | pʰ       | tʰ                   | tʰ                   |           |                   | kʰ      |           |           |
| zárhang                  | suttogó      | bʱ       | dʱ                   | dʱ                   |           |                   | ɡʱ      |           |           |
| zárhang                  | implozív     | ɓ        |                      |                      |           |                   |         |           |           |
| zár-rés hang (affrikáta) | zöngétlen    | tf       | tsʼ~tsʰ              | tsʼ~tsʰ              |           | tʃʼ               | kxʼ     |           |           |
| zár-rés hang (affrikáta) | zöngés       | dv       | dz                   | dz                   |           | dʒʱ               |         |           |           |
| réshang                  | zöngétlen    | f        | s                    | s                    | ɬ         | ʃ                 |         | h         | h̃         |
| réshang                  | zöngés       | v        | z                    | z                    | ɮ         | ʒ                 |         | ɦ         | ɦ̃         |
| közelítőhang             | közelítőhang | w        |                      |                      | l         | j                 |         |           |           |

A /ts k ŋɡ/ mássalhangzók mindegyike két hangból áll. A /ts/ és a /k/ egyaránt előfordulhat ejektív hangként, mint [tsʼ] és [kʼ], de közös formájuk a [tsʰ] és a [k̬]. 
A /ŋɡ/ hang ejtése változó: a tövek elején [ŋ], és általában [ŋɡ] a szavak belsejében.

### Tónusok
A szvázi nyelvben három tónus (hangszín) van: magas, közép és mély. A tónusokat a szabványos helyesírásban nem jelölik. Hagyományosan csak a magas és a középső hangot tekintik fonémikusan létezőnek, a mély tónust pedig az azt megelőző depresszor hang határozza meg. Egy 2003-an írt tanulmány (Bradshaw) azonban azt állítja, hogy mindhárom tónus létezik alsóbb rétegben.
A tónust befolyásoló fonológiai folyamatok a következők:
- Amikor egy nem magas tónussal rendelkező tő olyan előtagot kap, amely mögöttes magas tónussal rendelkezik, ez a magas tónus az utolsó előtti harmadik (antepenult) (vagy utolsó előtti, ha az ultima kezdőhangja depresszor) helyre kerül.
- Magas terítés: két magas tónus között minden szótag magas tónusúvá válik, amíg nincs közte mélyítő hang (depresszor). Ez nem csak szóközi, hanem az ige és a tárgya közötti szóhatáron is előfordul.

A depresszor mássalhangzók mind zöngés zárhangok (obstruens), a /ɓ/ kivételével. A /ŋɡ/ [ŋ] ejtésváltozata (allofónja) egyes szabályok szerint mélyítő hangként viselkedik, mások szerint nem.

## Helyesírás

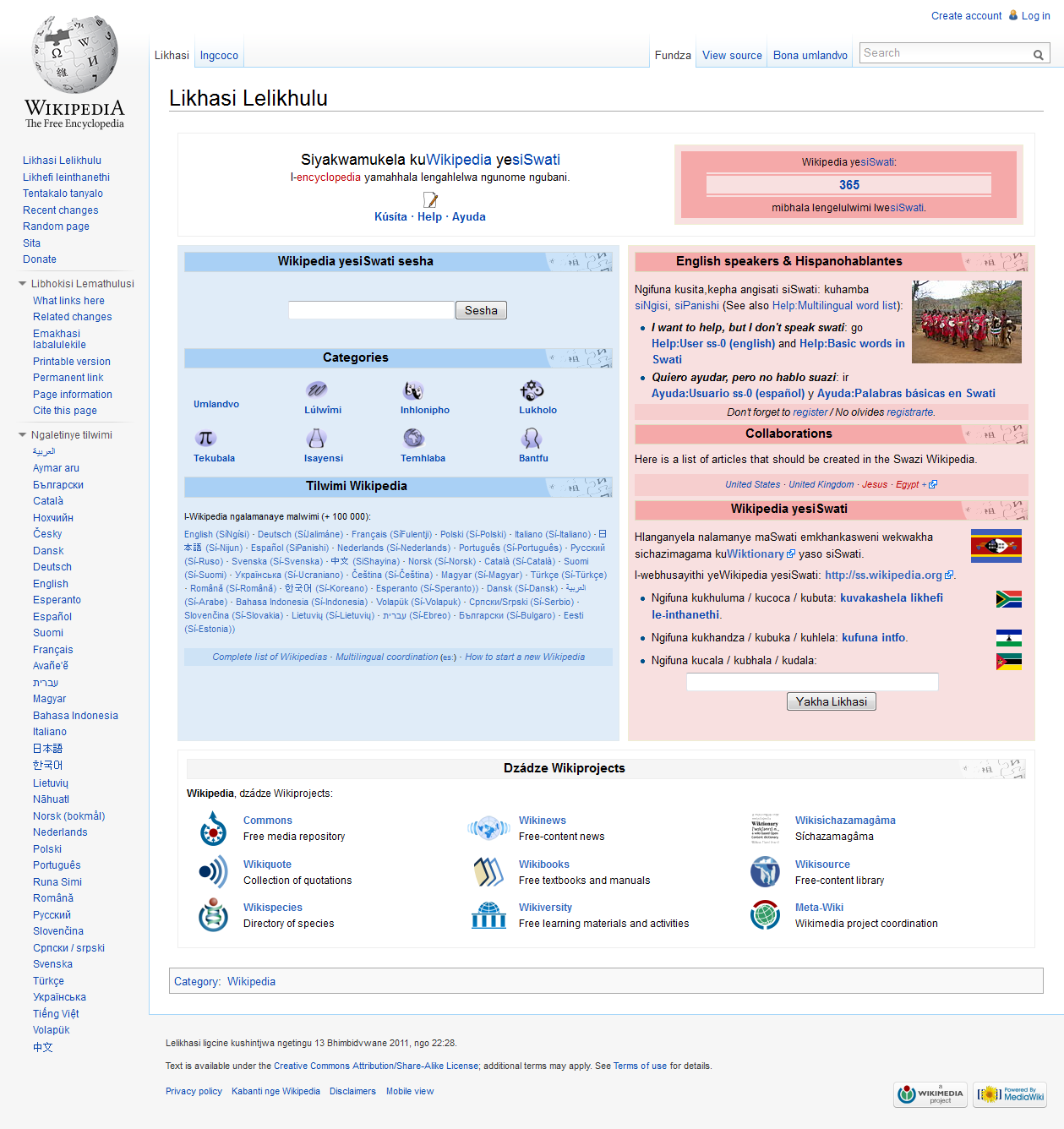
Képernyőfotó a szvázi nyelvű wikipédiáról.

### Magánhangzók
- a - [a]
- e - [ɛ~e]
- i - [i]
- o - [ɔ~o]
- u - [u]

### Mássalhangzók
- b - [ɓ]
- bh - [bʱ]
- c - [ᵏǀ]
- ch - [ᵏǀʰ]
- d - [dʱ]
- dl - [ɮ]
- dv - [dv]
- dz - [dz]
- f - [f]
- g - [gʱ]
- gc - [ᶢǀʱ]
- h - [h]
- hh - [ɦ]
- hl - [ɬ]
- j - [dʒʱ]
- k - [kʼ, k̬]
- kh - [kʰ]
- kl - [kɬ]
- l - [l]
- m - [m]
- mb - [mb]
- n - [n]
- nc - [ᵑǀ]
- nch - [ᵑǀʰ]
- ndl - [ⁿɮ]
- ng - [ŋ, ŋɡ]
- ngc - [ᵑǀʱ]
- nhl - [ⁿɫ]
- p - [pʼ]
- ph - [pʰ]
- q - [kʼ, k̬]
- s - [s]
- sh - [ʃ]
- t - [tʼ]
- tf - [tf]
- th - [tʰ]
- tj - [tʃʼ]
- ts - [tsʼ, tsʰ]
- v - [v]
- w - [w]
- y - [j]
- z - [z]
- zh - [ʒ][7]

### Labializált mássalhangzók
- dvw - [dvʷ]
- khw - [kʰʷ]
- lw - [lʷ]
- nkhw - [ᵑkʰʷ]
- ngw - [ᵑ(g)ʷ]
- sw - [sʷ]
- vw - [vʷ]

## Nyelvtan

### A főnevek
A szvázi főnév (libito) két alapvető részből áll, az előtagból (sicalo) és a törzsből (umsuka). 
Minden főnév egy főnévi osztályba tartozik, és a főnévi osztályokhoz más-más előtagok tartoznak, mind az egyes, mind a többes számban. A szvázi nyelvben 14 névszói osztály van; ezeket az osztályokat a bantu nyelvekben található osztályrendszer szerint számozzák egységesen, ez megkönnyíti a más bantu nyelvekkel történő összehasonlítást. Külön osztályba esnek az egyes számú és többes számú főnevek. Az 1 és 2 számú osztályba az emberek és élőlények tartoznak, a 3 és 4 osztályokba a növények és élettelen tárgyak, az 5 és 6 a folyadékok, tömeges főnevek tartoznak, a 7/8 változatos, kicsinyítő vagy egyedi módok, a 9/10 állatok és élettelen tárgyak osztálya, a 11-be az elvont főnevek tartoznak, stb.
Az alábbi táblázat a szvázi főnévi osztályokat mutatja, az egyes- és többes számú osztályokat egymás mellett.
| Osztály | egyes számú  | többes számú |
| ------- | ------------ | ------------ |
| 1/2     | um(u)-       | ba-, be-     |
| 1a/2a   | Ø-           | bo-          |
| 3/4     | um(u)-       | imi-         |
| 5/6     | li-          | ema-         |
| 7/8     | s(i)-        | t(i)-        |
| 9/10    | iN-          | tiN-         |
| 11/10   | lu-, lw-     | tiN-         |
| 14      | bu-, b-, tj- |              |
| 15      | ku-          |              |
| 17      | ku-          |              |

1. 1 2  az umu- az um- tag helyett áll az egyszótagú tövek előtt, pl. umuntfu (személy).
2. 1 2  A s- és a t- rendre a si- és a ti- tagok helyett áll a magánhangzóval kezdődő tövek előtt, pl. sandla/tandla (kéz / kezek).
3. 1 2 3  Az N helyőrző az iN- és tiN- előtagokban az m, n helyett áll, vagy üres helyet jelöl.

### Az igék
Az igeragozásban az igék toldalékait egyeztetni kell az alany és a tárgy osztályával. Az alanyt és a tárgyat az alábbi toldalékok jelölik:
| Személy / osztály     | előtag | infix  |
| --------------------- | ------ | ------ |
| 1. szem. egyes szám   | ngi-   | -ngi-  |
| 2. szem. egyes szám   | u-     | -wu-   |
| 1. szem. többes szám  | si-    | -si-   |
| 2. szem. többes szám  | ni-    | -ni-   |
| 1                     | u-     | -m(u)- |
| 2                     | ba-    | -ba-   |
| 3                     | u-     | -m(u)- |
| 4                     | i-     | -yi-   |
| 5                     | li-    | -li-   |
| 6                     | a-     | -wa-   |
| 7                     | si-    | -si-   |
| 8                     | ti-    | -ti-   |
| 9                     | i-     | -yi-   |
| 10                    | ti-    | -ti-   |
| 11                    | lu-    | -lu-   |
| 14                    | bu-    | -bu-   |
| 15                    | ku-    | -ku-   |
| 17                    | ku-    | -ku-   |
| visszaható (reflexív) |        | -ti-   |

## Példák

### A hónapok nevei
|     | magyar     | szvázi           |
| --- | ---------- | ---------------- |
| 1.  | január     | nguBhimbidvwane  |
| 2.  | február    | yiNdlovana       |
| 3.  | március    | yiNdlovulenkhulu |
| 4.  | április    | nguMabasa        |
| 5.  | május      | yiNkhwekhweti    |
| 6.  | június     | yiNhlaba         |
| 7.  | július     | nguKholwane      |
| 8.  | augusztus  | iNgci            |
| 9.  | szeptember | iNyoni           |
| 10. | október    | iMphala          |
| 11. | november   | Lweti            |
| 12. | december   | yiNgongoni       |

### Példaszöveg
Az emberi jogok egyetemes nyilatkozatából.
Szvázi: "Bonkhe bantfu batalwa bakhululekile balingana ngalokufananako ngesitfunti nangemalungelo. Baphiwe ingcondvo nekucondza kanye nanembeza ngakoke bafanele batiphatse futsi baphatse nalabanye ngemoya webuzalwane."
Magyar fordításban: "Minden emberi lény szabadon születik és egyenlő méltósága és joga van. Az emberek, ésszel és lelkiismerettel bírván, egymással szemben testvéri szellemben kell hogy viseltessenek."

## Fordítás
- Ez a szócikk részben vagy egészben  a   Swazi language című angol Wikipédia-szócikk ezen változatának fordításán alapul.  Az eredeti cikk szerkesztőit annak laptörténete sorolja fel. Ez a jelzés csupán a megfogalmazás eredetét és a szerzői jogokat jelzi, nem szolgál a cikkben szereplő információk forrásmegjelöléseként.